# آروو ویتانن
آروو ویتانن (فنلاندی: Arvo Viitanen; ۱۲ آوریل ۱۹۲۴ – ۲۹ آوریل ۱۹۹۹) اسکی‌باز صحرانوردی اهل فنلاند بود.